# De Stuiver
De Stuiver of Stuiver is een voormalig gehucht in de gemeente Sas van Gent, thans Terneuzen in de Nederlandse provincie Zeeland. Het gehucht lag ten westen van het Kanaal Gent-Terneuzen en ten zuiden van Sas van Gent aan de Westkade. Het gehucht lag op de Belgische-Nederlandse grens. Op sommige kaarten wordt het Nederlandse De Stuijver nog steeds als veldnaam aangegeven. In 1930 bestond het Nederlandse Stuiver uit 55 huizen met 189 inwoners.
Het gehucht was vernoemd naar het grenskantoor De Stuiver, dat op zijn beurt weer was vernoemd naar de 17de-eeuwse herberg De Letste Stuyver. Bij de verbreding van het Kanaal Gent-Terneuzen in de jaren 1960 werden de grenspost en het Nederlandse gehucht gesloopt. Het Belgische gehucht Stuiver of De Laatste Stuiver aan de Denderdreve in Zelzate bestaat nog wel. Het op Nederlandse grond gelegen bedrijf Stuiver B.V. herinnert nog aan het gehucht, dat rond die plaats gelegen moet hebben.  
Steden: Axel · Biervliet · Philippine · Sas van Gent · Terneuzen

Dorpen: Hoek · Koewacht · Overslag · Sluiskil · Spui · Westdorpe · Zaamslag · Zandstraat · Zuiddorpe

Buurtschappen: Den Abeele · Altena · Axelschestraat · Batterij · Berdelingebuurte (deels) · Boerengat · Bontekoe · Boschdorp · Boschdorp · Bouchauterhaven · Cootjesdorp · De Sluis · Driedijk · Driekwart · Drieschouwen · Driewegen · Eendragt · Het Fort · Fort Ferdinandus · Griete · Hasjesstraat · Haven (deels) · Hazelarenhoek · Het Zand · Hoek van de Dijk · Holleken (deels) · Hoogedijk · Isabellahaven · Kampersche Hoek · Kijkuit · Klein Gent · Knol · De Kraag · Kruispad · Kwakkel · Magrette · Mauritsfort · Molenhoek · De Muis · Nieuwemolen · Nieuwlandse Molen · Othene · Oude Molen · Oude Polder · Paradijs · Passluis · Poonhaven · Posthoorn (deels) · De Put · De Ratte · Reedijk · Reuzenhoek · Rijgerij · Roodesluis · Schaapdijk · Schapenbout · Sint Andries · Steenovens · De Sterre · Stoppeldijkveer (deels) · Stroodorpe · Vaartwijk · Vaatje · Val · Varempé · Waterhuis · Watervliet · Wouterij · Wulpenbek · Zaamslagveer · Zandplaat · Zwartenhoek

Streekje: Tweekwart

Historische plaatsen: Axelsche Sassing · Noordhoek · De Stuiver · Triniteit · Vingerling

Zeeland: Steden en dorpen in Zeeland      Nederland: Provincies · Gemeenten